# Berlinia
Berlinia là một chi thực vật có hoa trong họ Đậu.